# Toqi Sarrofon

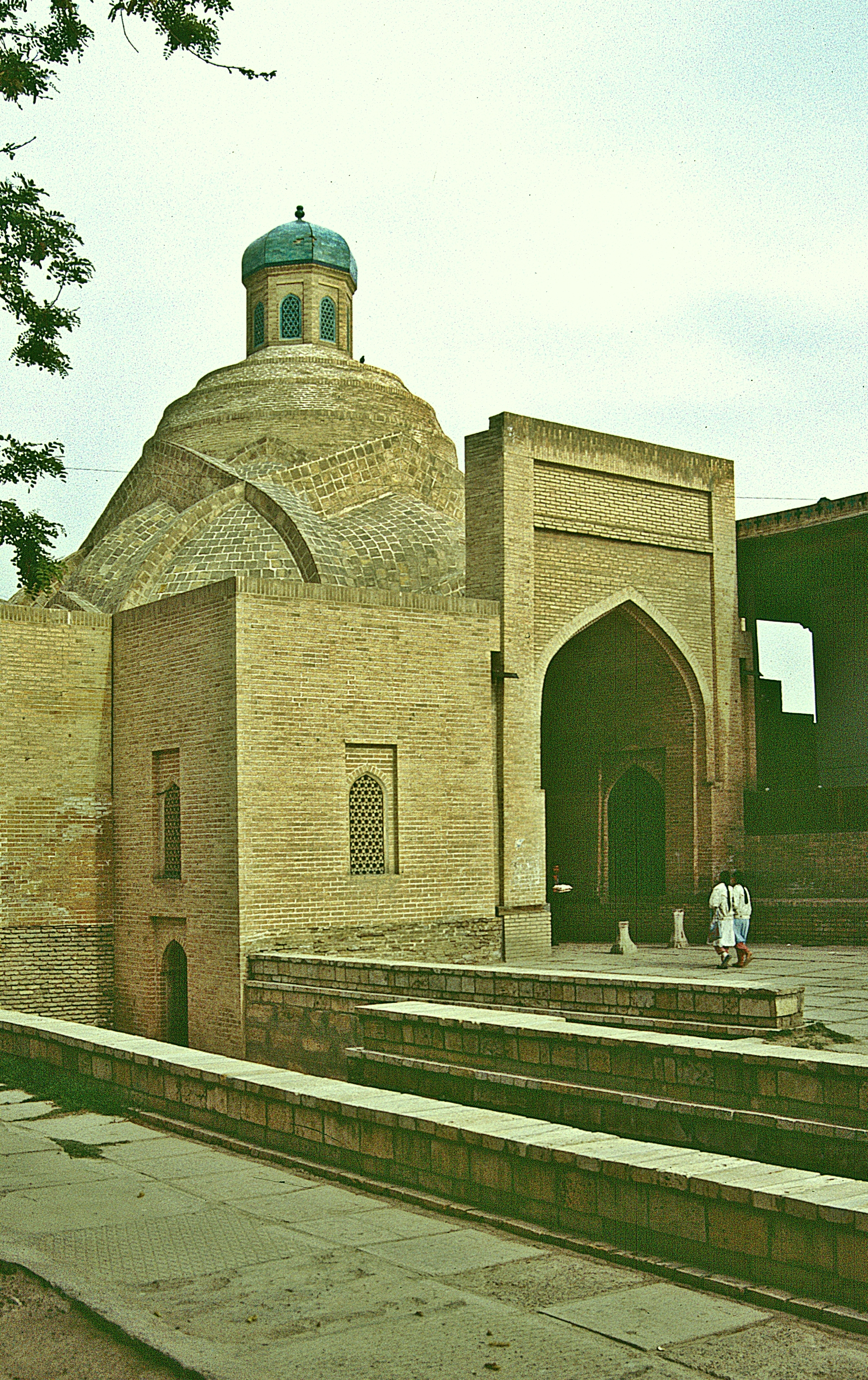
Toqi Sarrofon

Der Toqi Sarrofon (Kuppelbasar der Geldwechsler) ist ein Basargebäude in der usbekischen Stadt Buxoro.

## Lage
Der Basar liegt im historischen Zentrum von Buxoro am Kreuzungspunkt zweier Straßen direkt südwestlich des Gebäudeensembles Labi Hovuz, etwa 100 Meter südöstlich der Magoki-Attori-Moschee und etwa 200 Meter südöstlich des Toqi Telpak Furushon. Nördlich des Basars fließt der Schahrud, ein alter Bewässerungskanal.

## Geschichte
Der Toqi Telpak Sarrofon wurde Ende des 16. Jahrhunderts errichtet. Ursprünglich tauschten hier die Geldwechsler, vorwiegend Hindus, Geld aus und in fremde Währungen, was für den Handel auf der Seidenstraße von Bedeutung war. Mittlerweile werden hier Teppiche, Tücher und Souvenirs zum Verkauf angeboten.

## Beschreibung
Der Toqi Sarrofon hat eine Grundfläche von etwa 25 × 24 Meter. Die Hauptkuppel mit einem Innendurchmesser von 12 Meter ruht auf vier unverkleideten Kreuzbögen und trägt eine Laterne.

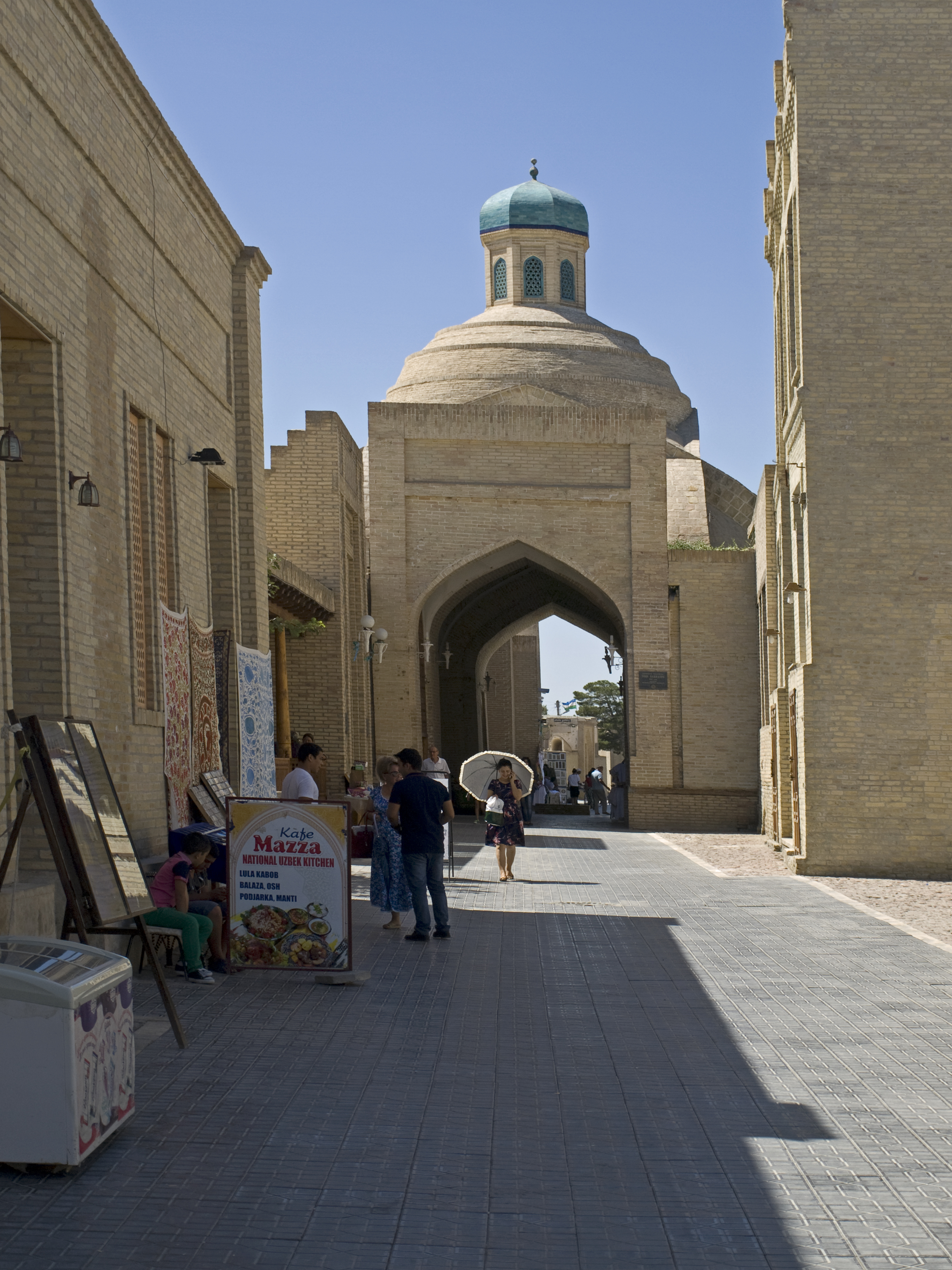
Mittelachse
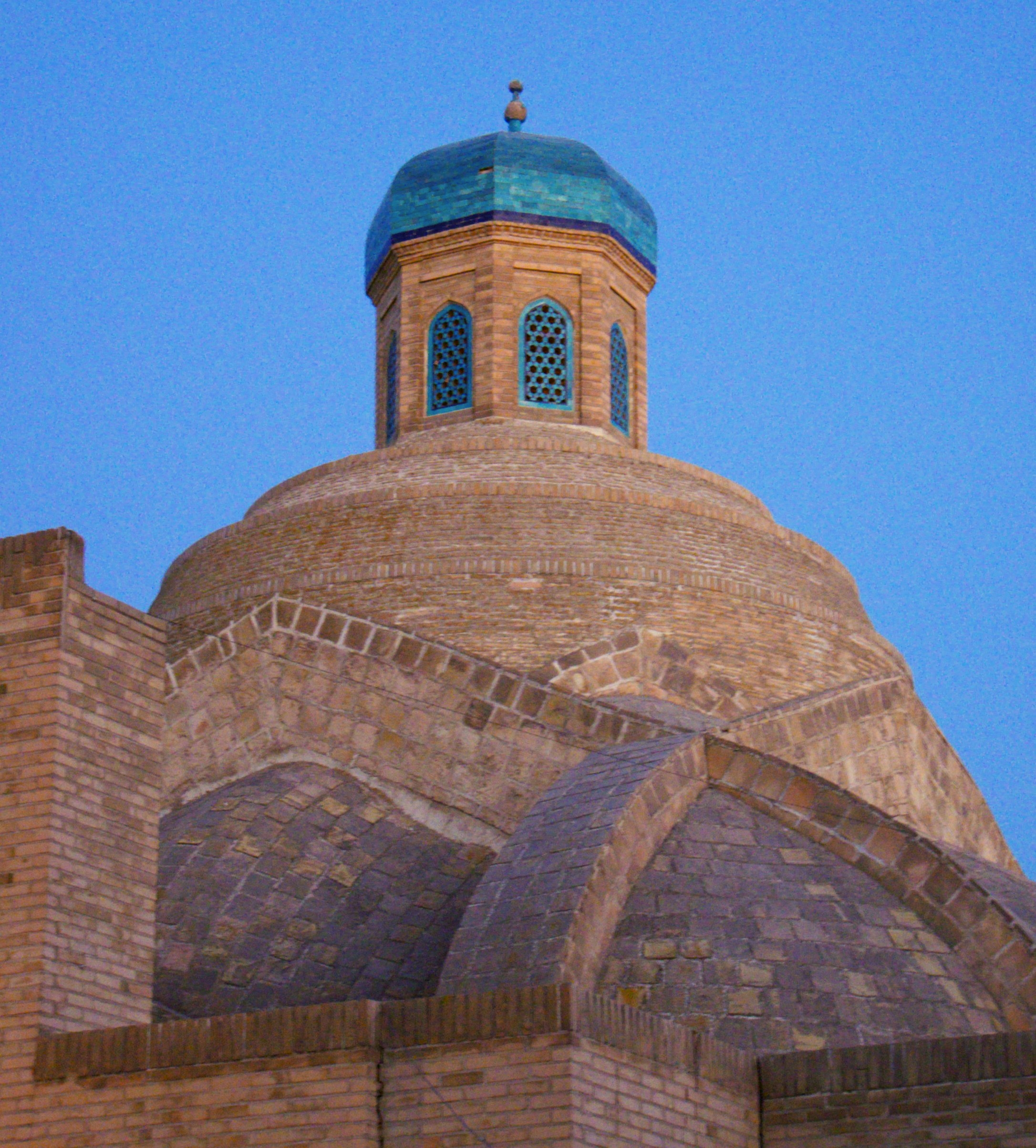
Hauptkuppel
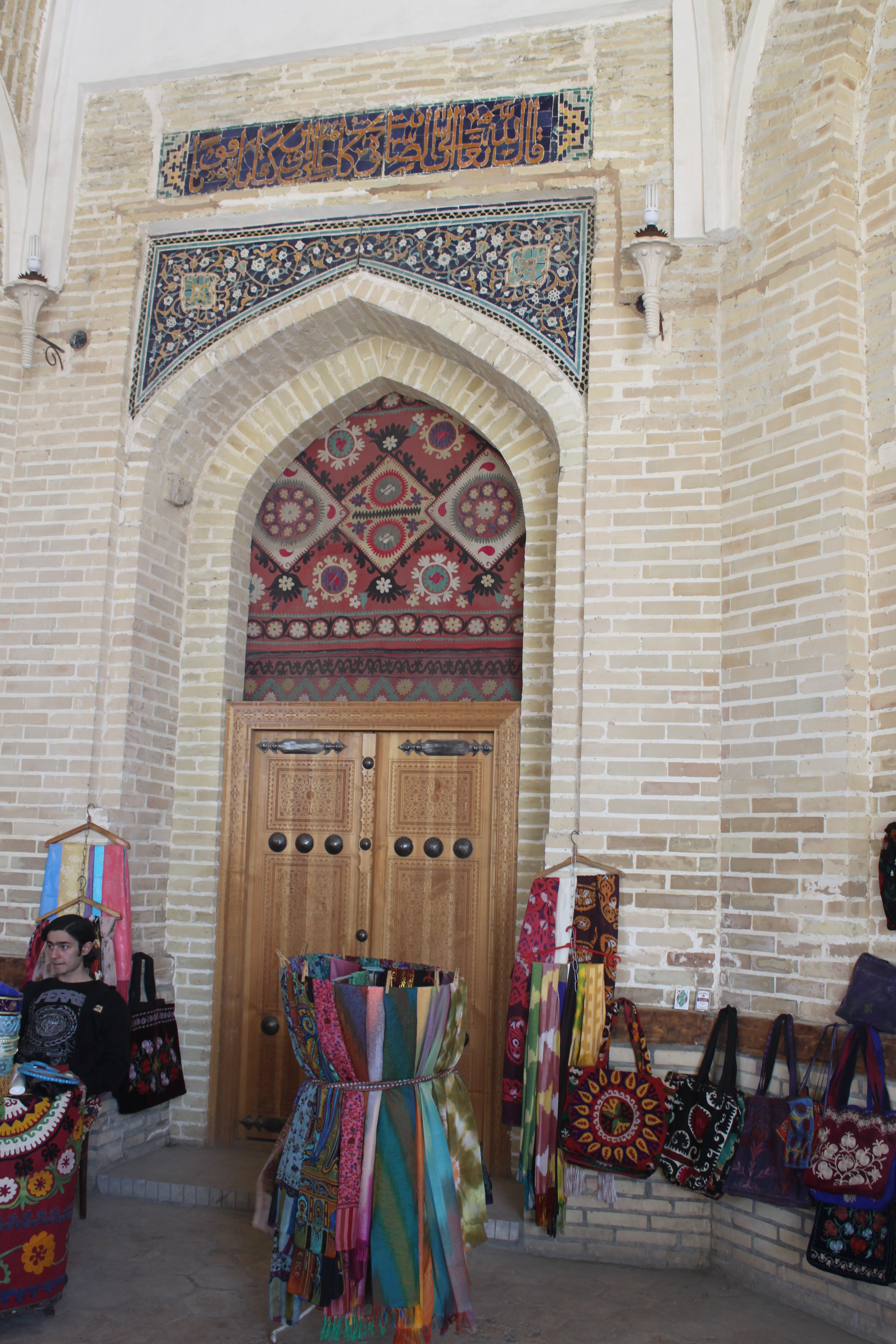
Inneres